# René Mesmin
Pour les articles homonymes, voir Mesmin.
René Mesmin, né le 9 mars 1897 à Villiers-aux-Bois (Haute-Marne) et mort le 12 septembre 1931 à Oufa (Russie), est un aviateur français.

## Biographie
René Mesmin, Joseph Le Brix et le chef pilote Marcel Doret, forment l’équipage du Dewoitine D.33 Trait d’Union.
Du 7 au 10 juin 1931, il dépasse les 10 000 km sur le D.33 Trait d'union.
Dans une nouvelle tentative de record en ligne droite, Paris – Tokyo, au cours du mois de juillet 1931, l'appareil, moteur givré au-dessus de la Sibérie, se pose dans les arbres. L'avion est détruit, mais l'équipage indemne, Joseph le Brix et René Mesmin ayant sauté en parachute pendant que Doret effectuait l'atterrissage d'urgence à Nijne-Oudinsk. Un second prototype décolle de Paris le 11 septembre 1931, avec pour objectif Tokyo. Au matin du 12, l'appareil est pris dans le mauvais temps et il s'écrase dans l'Oural. Doret est le seul survivant, Le Brix et Mesmin n'ont pas pu sauter en parachute.
Il est inhumé au cimetière du Père-Lachaise (89e division).

## Sources